# Julio Saracíbar
Julio Saracíbar Gutiérrez de las Rozas (Vitoria, 1841-?) fue un arquitecto español de estilo ecléctico que se caracterizó por su gusto por la ornamentación tanto interior como exterior de muchos de los edificios que diseñó.
Hijo del también arquitecto Martín de Saracíbar, se tituló en la Escuela de Arquitectura de Madrid en 1867. Ocupó el cargo de arquitecto provincial en Lérida en 1869 y años después, el de arquitecto municipal de Bilbao, desde 1879 hasta 1883.

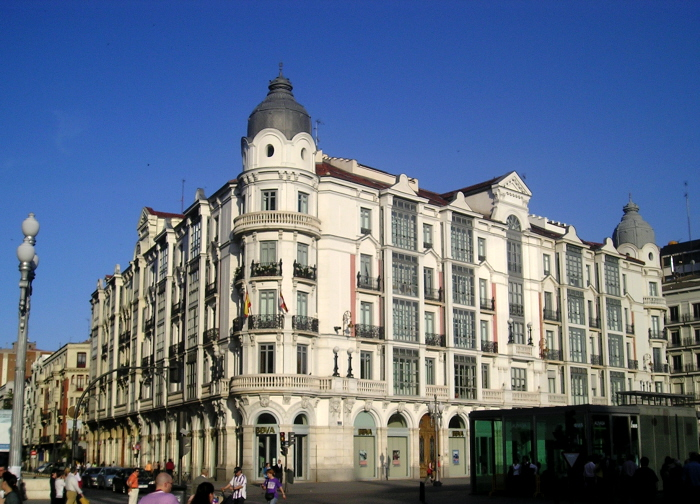
Casa Mantilla. Valladolid

Desarrolló su actividad en Vitoria donde entre otras edificó la conocida como Casa de las Jaquecas, la Casa Zuloaga y la Villa Sofía; en Bilbao donde edificó el Palacio Letona y en Valladolid, donde a partir de 1891 levantó las casas Mantilla y Resines, dos de las casas burguesas más destacadas de la época en la ciudad del Pisuerga.